# Cyperus cracens
Cyperus cracens är en halvgräsart som beskrevs av Karen Louise Wilson. Cyperus cracens ingår i släktet papyrusar, och familjen halvgräs. Inga underarter finns listade i Catalogue of Life.